# 周迪平
周 迪平（しゅう てきへい、1895年 - 没年不詳）は、中華民国の政治家・建設官僚・鉄道技師。中華民国臨時政府を経て南京国民政府（汪兆銘政権）華北政務委員会で建設総署署長をつとめた後、最後の天津特別市長に任命された。

## 事績
青島特別高等専門学堂（徳華大学）土木工程系を卒業し、ドイツ語・英語に長じていた。川漢・京漢鉄道技師、膠澳（青島）商埠工程事務所長、青島港政局長、津浦鉄路局長、陸軍少将、交通司令、膠海関監督、北寧鉄路局材料処処長などを歴任している。
中華民国臨時政府の最末期となる1940年（民国29年）2月13日、周迪平は建設総署（署長：殷同）副署長に任命される。同年3月30日、南京国民政府（汪兆銘政権）に臨時政府が合流し、華北政務委員会へ改組される。殷同が同委員会常務委員兼建設総署督弁になった後、5月4日に周迪平は建設総署署長代理に任命された。これにより、周は殷の補佐役と目されるようになる。1942年（民国31年）末に殷が死去した際には、周が弔辞を公表している。
後任の建設総署督弁である余晋龢の下でも周迪平は引き続き同総署署長を務めたが、1943年（民国32年）11月10日に建設総署が廃止された際に、周も署長を免ぜられた。その後、華北棉産改進会理事長に転じている。1945年（民国34年）2月20日、張仁蠡の後任として周が天津特別市市長に就任、汪兆銘政権における最後の天津特別市長となった。
日本敗北後、周迪平は漢奸として裁判にかけられ、1946年（民国35年）8月8日、河北高等法院天津分院で懲役12年・公民権剥奪10年の判決を言い渡された。
その後における周迪平の行方は不詳となっている。

## 注
1. 1 2 3 4  東亜問題調査会編(1941)、74頁。
2. 1 2 3  中国人民政治協商会議天津市委員会文史資料研究会編(1987)、254頁。
3. ↑  中国人民政治協商会議天津市委員会文史資料研究会編(1987)、254頁は同省金郷県とする。
4. ↑  東亜問題調査会編(1941)、74頁は「青島大学土木工程科」と記載しているが、表記を修正する。徳華大学土木工程系の著名な卒業生としては、他に王献唐がいる。また、汪兆銘政権における徳華大学卒業生としては、趙琪（青島特別市市長）もいる。
5. ↑  臨時政府令、令字第532号、民国29年2月13日（『政府公報』第130・131号合刊、民国29年2月16日、臨時政府行政委員会情報処第四科、1頁）。
6. ↑  華北政務委員会の総署では、督弁と署長とで正副の関係となる。
7. ↑  華北政務委員会任用令、任字第69号、民国29年5月4日（『華北政務委員会公報』第1-6期、民国29年6月9日、華北政務委員会政務庁情報局、本会19頁）。
8. ↑  劉ほか編(1995)、1056頁。
9. ↑  「周迪平先生遺業を継承」『日本と世界』201号、1943年7月、文明協会、12-13頁。
10. ↑  劉ほか編(1995)、1058頁。
11. ↑  劉ほか編(1995)、1058頁には余晋龢の免職のみ記載があり、周迪平につき免職との記載は無い。しかし、後の天津特別市長就任の際には「元建設総署署長」と記載されていることから、この時に免職ということで妥当と思われる（『同盟時事月報』9巻2号通号225号、昭和20年3月14日、同盟通信社、78頁）。
12. ↑  『同盟時事月報』9巻2号通号225号、昭和20年3月14日、同盟通信社、78頁。
13. ↑  益井(1948)、131頁。